# Discografia de Teen Angels
A discografia de Teen Angels, extinto grupo musical argentino, consiste em seis álbuns de estúdio, três álbuns ao vivo, quatro álbuns de vídeo, uma coletânea, dois extended plays, cinco recompilações internacionais, vinte e oito videoclipes e vinte e sete singles. Todos os discos do grupo pop foram produzidos pela Sony Music Entertainment de 2007 a 2012. O grupo surgiu da novela teen Casi Ángeles, criada e produzida por Cris Morena.
No total, o grupo vendeu aproximadamente 300 mil de discos por toda a América Latina, durante seis anos de história. Os seis discos de estúdio somente foram lançados na Argentina, conseguindo discos de Platina, Platina dupla e ouro, e 5 edições internacionais para países como Brasil, Espanha, México e também para toda a América Latina. O segundo disco do grupo foi o mais vendido da história da banda, tendo como melhor posição o primeiro lugar no top 10 dos discos mais vendidos da Argentina em 2008, já o terceiro disco ficou em terceiro lugar entre os discos mais vendidos na Argentina em 2009, e o quinto disco lançado em 2011, ficou em quarto lugar entre os mais vendidos do país no ano referente.
Os quatro primeiros discos do grupo, serviram de trilha sonora da própria novela, já a partir de 2011 o grupo se tornou independente da série, lançando seu quinto álbum que em dois dias se converteu em disco de ouro na Argentina. O último disco do grupo, foi lançado em abril de 2012, contendo 3 músicas inéditas, uma delas por ocasião da dissolução da banda, e mais 9 sucessos dos álbuns antecessores, regravados com a voz da integrante Rocío Igarzábal, que entra no grupo em janeiro de 2011, após a saída de María Eugenia Suárez que estava no grupo de 2007 a 2010. Em 2009 o grupo gravou o terceiro álbum ao vivo, sendo o quarto álbum de vídeo, em Tel Aviv em Israel, intitulado de Teen Angels en vivo: Desde Israel 2009, foi lançado em março de 2010 somente em Israel, batendo todos os recordes de vendas. Estima-se que o álbum ao vivo em Israel, tenha vendido mais de 10.000 cópias somente em 2010, durante seu lançamento. 
O grupo se despede dos palcos em 8 de outubro de 2012, com um último show no Estádio Orfeo Superdomo em Córdoba na Argentina, porém eles se reencontram em março de 2013 por ocasião da gravação de um filme no formato de documentário, Teen Angels: El Adiós 3D, em que foi lançado em maio de 2013 em uma Avant Premiere em Buenos Aires. O documentário contém partes do último show do grupo em Buenos Aires. 

## Álbuns

### Álbuns de estúdio
| Ano  | Detalhes do álbum | Melhores posições | Melhores posições | Melhores posições | Melhores posições | Melhores posições | Vendas | Certificações                      |
| Ano  | Detalhes do álbum | ARG               | URU               | ISR               | MEX               | ESP               | Vendas | Certificações                      |
| ---- | --- | ----------------- | ----------------- | ----------------- | ----------------- | ----------------- | ------ | ---------------------------------- |
| 2007 | Teen Angels 1 - Lançamento: 17 de Abril de 2007 - Gravadora(s): Sony Music - Formato(s): CD, download digital              | 3                 | 4                 | -                 | -                 | -                 |        |                                    |
| 2008 | Teen Angels 2 - Lançamento: 15 de Abril de 2008 - Gravadora(s): Sony Music - Formato(s): CD, download digital              | 1                 | 10                | -                 | -                 | -                 |        | - CAPIF 2× Platina - CAPIF 1× Ouro |
| 2009 | Teen Angels 3 - Lançamento: 7 de Abril de 2009 - Gravadora(s): Sony Music - Formato(s): CD, download digital               | 1                 | 22                | -                 | -                 | -                 |        | - CAPIF 1× Platina - CAPIF 1× Ouro |
| 2010 | Teen Angels 4 - Lançamento: 31 de Março de 2010 - Gravadora(s): Sony Music - Formato(s): CD, download digital              | 2                 | 20                | -                 | -                 | -                 |        | - CAPIF 1× Platina - CAPIF 1× Ouro |
| 2011 | Teen Angels 5 - Lançamento: 16 de Julho de 2011 - Gravadora(s): Sony Music - Formato(s): CD, download digital              | 4                 | 10                | -                 | -                 | -                 |        | - CAPIF 1× Ouro                    |
| 2012 | Teen Angels - La Despedida - Lançamento: 17 de Abril de 2012 - Gravadora(s): Sony Music - Formato(s): CD, download digital | -                 | -                 | -                 | -                 | -                 |        | -                                  |

### Edições internacionais
| Ano  | Detalhes do Álbum                                                                                                | Vendas | Certificação |
| ---- | --- | ------ | ------------ |
| 2009 | Teen Angels 1: Edição Espanha - Lançamento: 2009 - Gravadora(s): Sony Music - Formato(s): CD                     |        |              |
| 2009 | Teen Angels 1: Latinoamérica - Lançamento: 2009 - Gravadora(s): Sony Music - Formato(s): CD                      | -      | -            |
| 2009 | CD+DVD Teen Angels: Edición México - Lançamento: 2009 - Gravadora(s): Sony Music - Formato(s): CD, DVD           | 1.500  | -            |
| 2010 | Teen Angels Exclusivo: España - Lançamento: 2010 - Gravadora(s): Sony Music - Formato(s): CD                     | 2.000  |              |
| 2010 | Teen Angels/Quase Anjos: Edição Especial (Brasil) - Lançamento: 2010 - Gravadora(s): Sony Music - Formato(s): CD | 3.000  | -            |

### Ao vivo
| Ano  | Detalhes do Álbum | Vendas | Certificação |
| ---- | --- | ------ | ------------ |
| 2008 | Casi Ángeles en vivo desde Gran Rex 2008 - Lançamento: 18 de novembro de 2008 - Gravadora(s): Sony Music - Formato(s): CD |        | - 1× Platina |
| 2009 | Casi Ángeles en vivo desde Gran Rex 2009 - Lançamento: 02 de julho de 2010 - Gravadora(s): Sony Music - Formato(s): CD    |        | - 1× Platina |
| 2009 | Teen Angels en vivo: Desde Israel 2009 - Lançamento: 20 de março de 2010 - Gravadora(s): Sony Music - Formato(s): CD      |        | -            |

| Ano  | Detalhes do Álbum                                                                                          |
| ---- | --- |
| 2009 | Teen Angels - Coca cola interactive music - Lançamento: 2009 - Gravadora(s): Sony Music - Formato(s): CD   |
| 2012 | Teen Angels - La Despedida (Baja el telón) - Lançamento: 2012 - Gravadora(s): Arnet Music - Formato(s): CD |

| Ano  | Detalhes do Álbum                                                                                                  | Conteúdos                                                                         | Vendas       |
| ---- | --- | --------------------------------------------------------------------------------- | ------------ |
| 2010 | CD+DVD Teen Angels: La História - Lançamento: 09 de julho de 2010 - Gravadora(s): Sony Music - Formato(s): CD, DVD | - "No te digo adiós" (single) - 15 videoclipes - Bravo por la tierra (versão Rex) | - : +350.000 |

## Álbuns de vídeo
| Ano  | Detalhes do Álbum | Conteúdos                              | Vendas | Certificação |
| ---- | --- | -------------------------------------- | ------ | ------------ |
| 2007 | Casi Ángeles en vivo desde Gran Rex - Lançamento: 17 de outubro de 2007 - Gravadora(s): Sony Music - Formato(s): DVD                  | - Show - Bastidores - Bônus: Despedida |        | -            |
| 2008 | CD+DVD Casi Ángeles en vivo desde Gran Rex 2008 - Lançamento: 19 de novembro de 2008 - Gravadora(s): Sony Music - Formato(s): CD, DVD | - Show - Bônus - Despedida             |        | - 1× Platina |
| 2009 | CD+DVD Teen Angels en vivo: Desde Israel 2009 - Lançamento: 20 de março de 2010 - Gravadora(s): Sony Music - Formato(s): CD, DVD      | - Show - Bônus                         |        | -            |
| 2009 | CD+DVD Casi Ángeles en vivo desde Gran Rex 2009 - Lançamento: 02 de julho de 2010 - Gravadora(s): Sony Music - Formato(s): CD, DVD    | - Show - Bônus - Despedida             |        | -            |